# Castillo de Miranda (Bélgica)
El Castillo de Miranda (en francés: Château Miranda, también conocido como el Castillo de Noisy, o Château de Noisy) fue un castillo neogótico del siglo XIX en Celles, Provincia de Namur, Bélgica, en la región de las Ardenas. El castillo fue totalmente demolido en octubre de 2017.
El castillo fue construido en 1866 por el arquitecto inglés Edward Milner por encargo de la familia Liedekerke-Beaufort, quienes debieron abandonar su residencia anterior, el Castillo de Vêves, durante la Revolución Francesa.
Sus descendientes lo ocuparon hasta la Segunda Guerra Mundial, cuando fue adquirido por la Sociedad Nacional de los Ferrocarriles Belgas (SNCB/NMBS) para convertirlo en orfanato. Se mantuvo como una instalación para el cuidado de niños hasta 1980, siendo demolido en 2017.

## En la actualidad
Abandonado desde 1991, el castillo se encontraba a principios del siglo XXI en un estado lamentable de conservación y amenazaba con derrumbarse en cualquier momento. Si bien el ayuntamiento de Celles se había ofrecido a restaurarlo, la familia propietaria se negaba a ello. Su deterioro había hecho que se convirtiera en uno de los destinos favoritos de los exploradores urbanos, con el subsiguiente riesgo para sus vidas. Por esa razón, en octubre de 2016 las autoridades optaron por empezar a demolerlo. Para octubre del 2017 el castillo había sido demolido por completo.

## Cultura popular
En el castillo se han rodado escenas de la serie de televisión estadounidense Haníbal, si bien en ella aparece como castillo Lecter y figura que está en Lituania.

## Galería
Castillo de Miranda

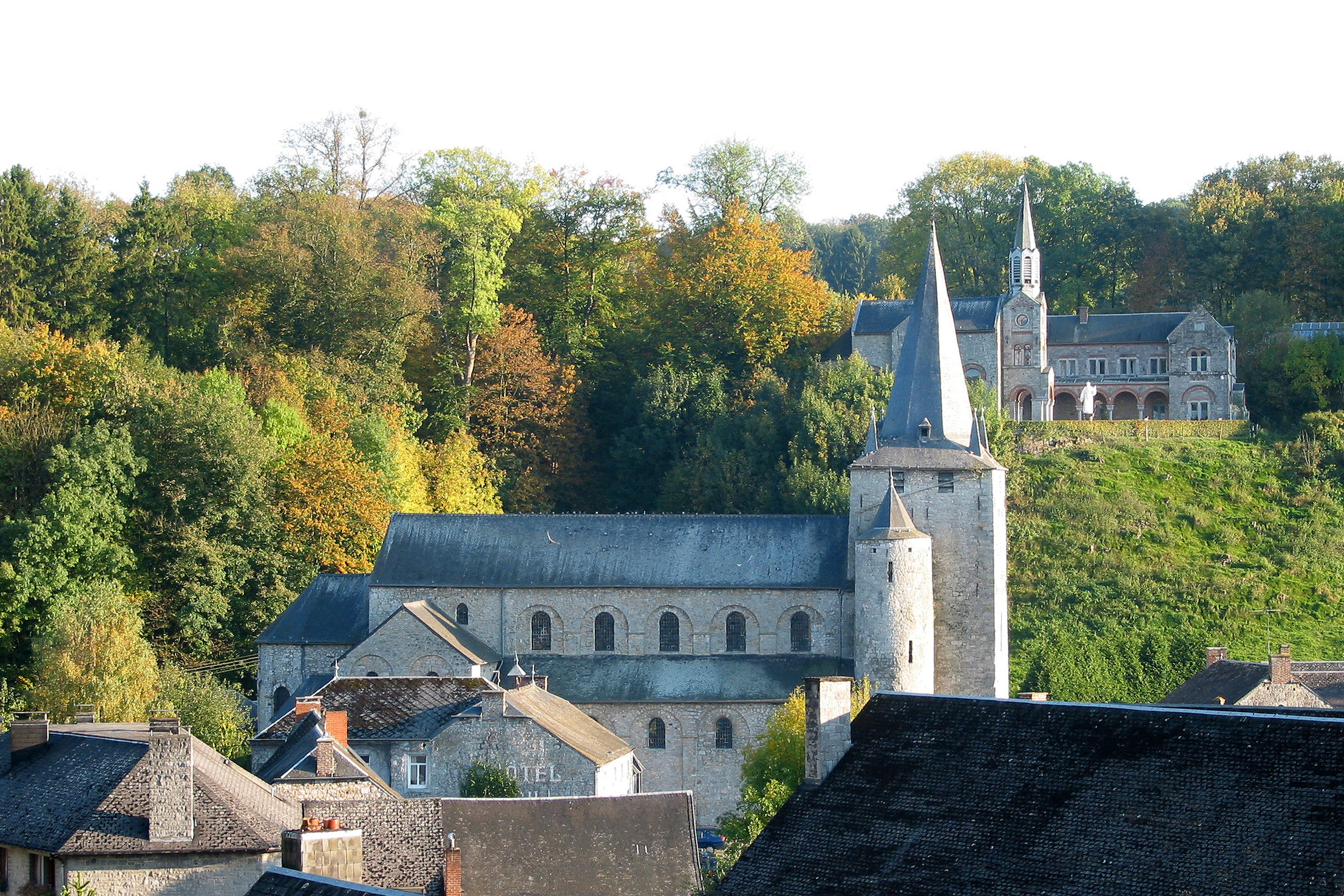
La antigua colegiata de San Adelino, del s. XI
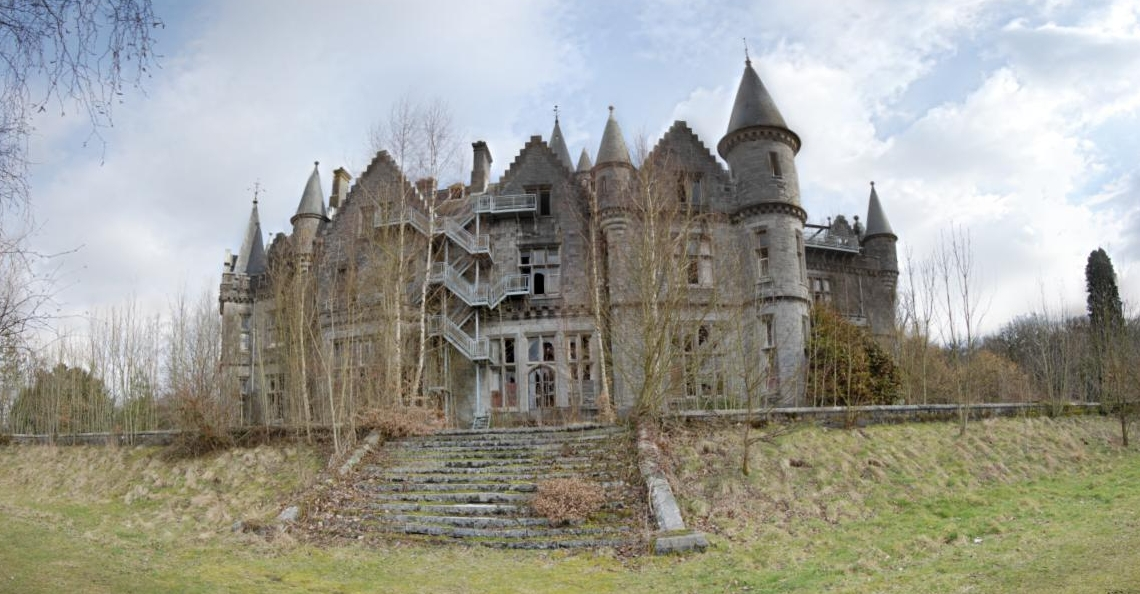
Parte trasera del castillo.
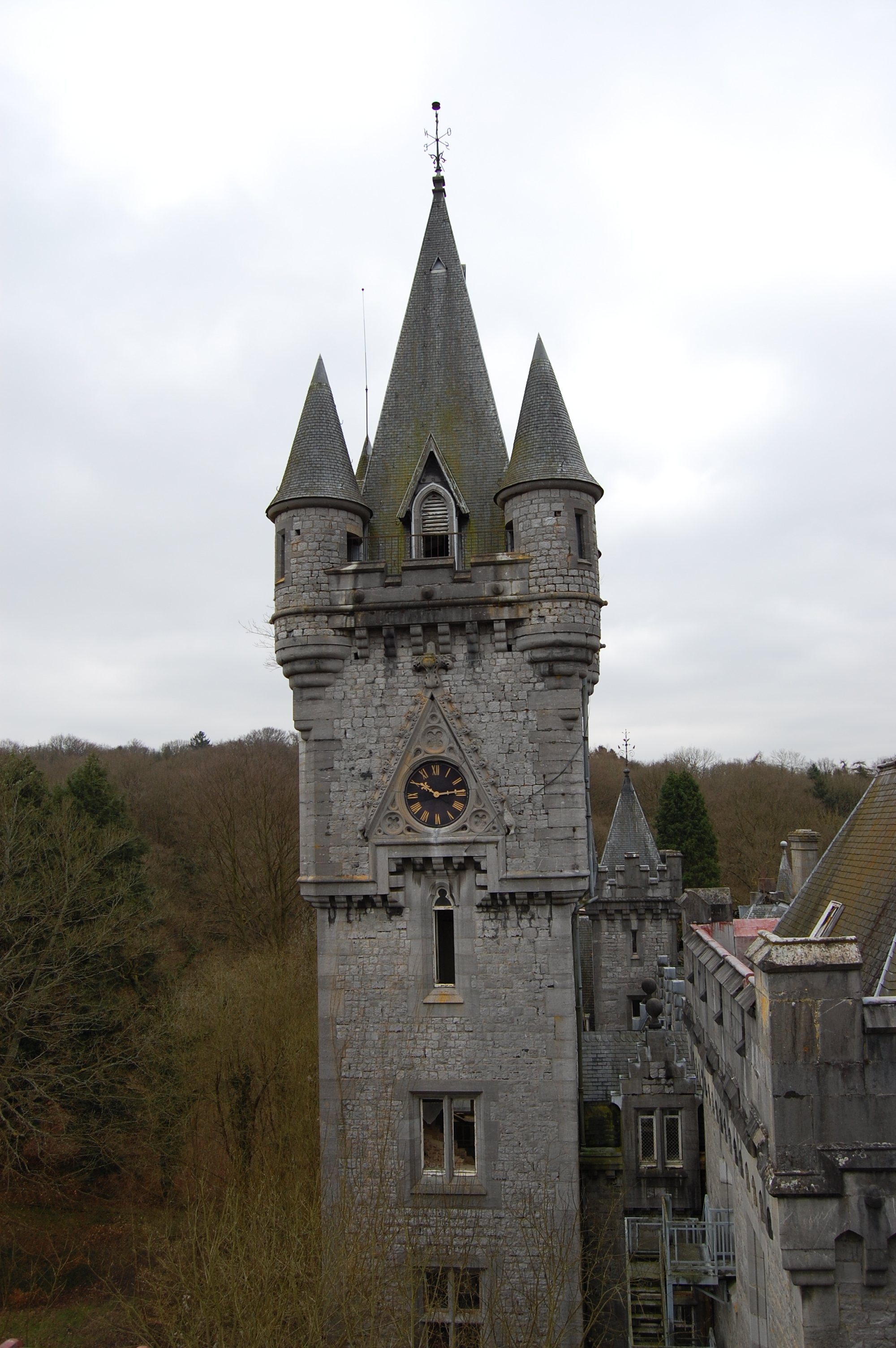
Torre del reloj, de 56 metros.
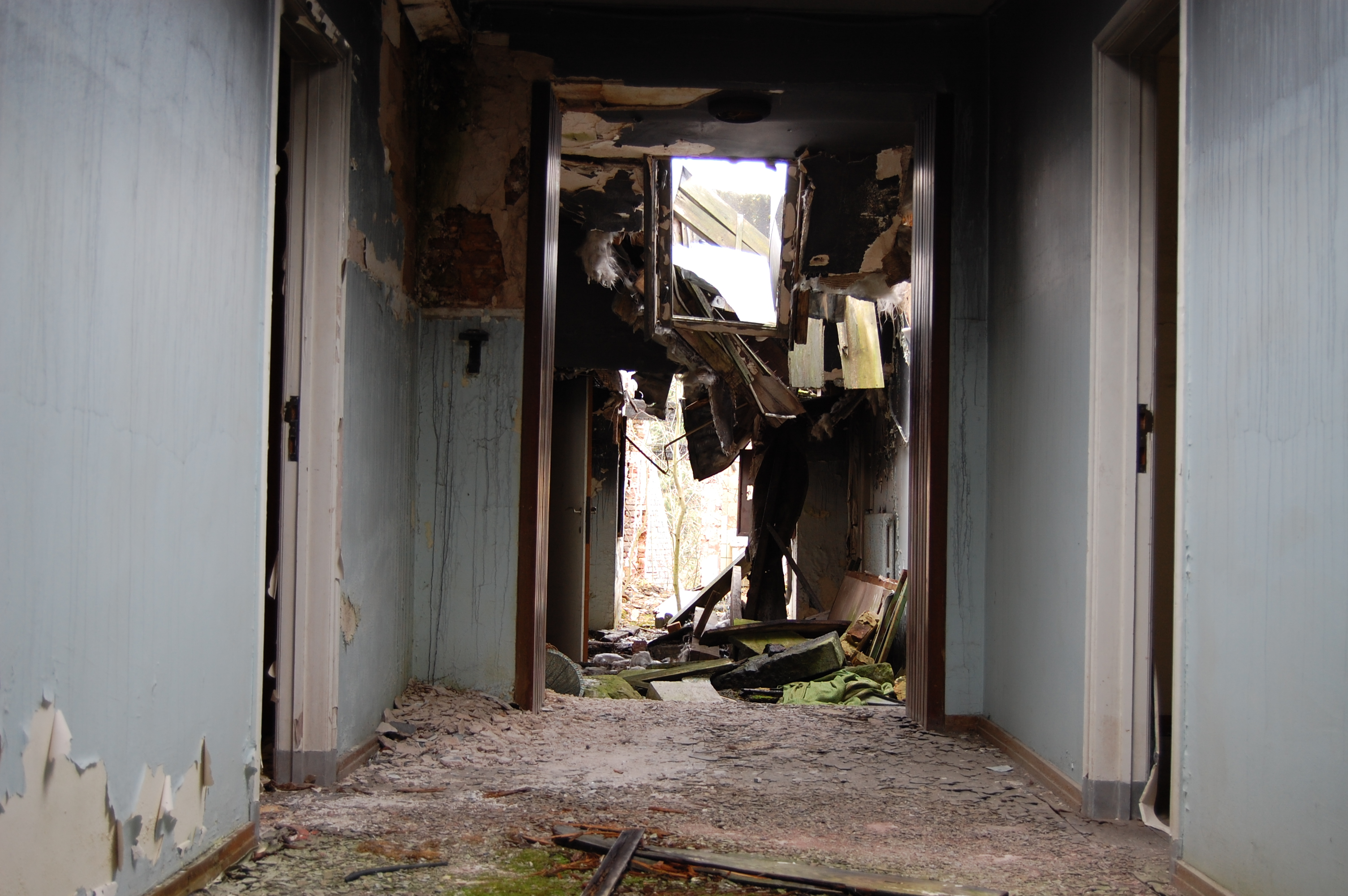
El techo del cuarto piso prácticamente se ha derrumbado.
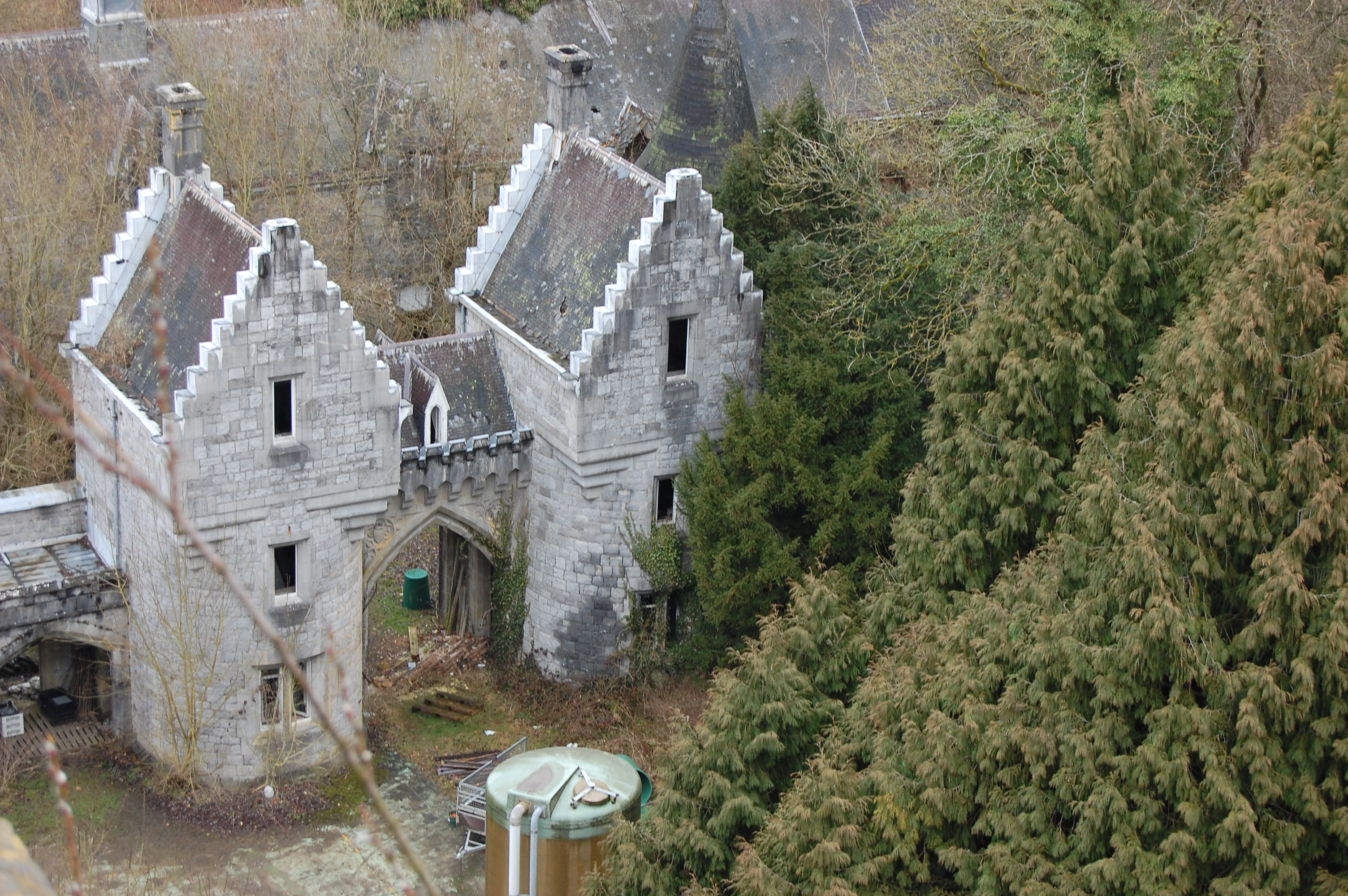
Entrada principal.